# Jive

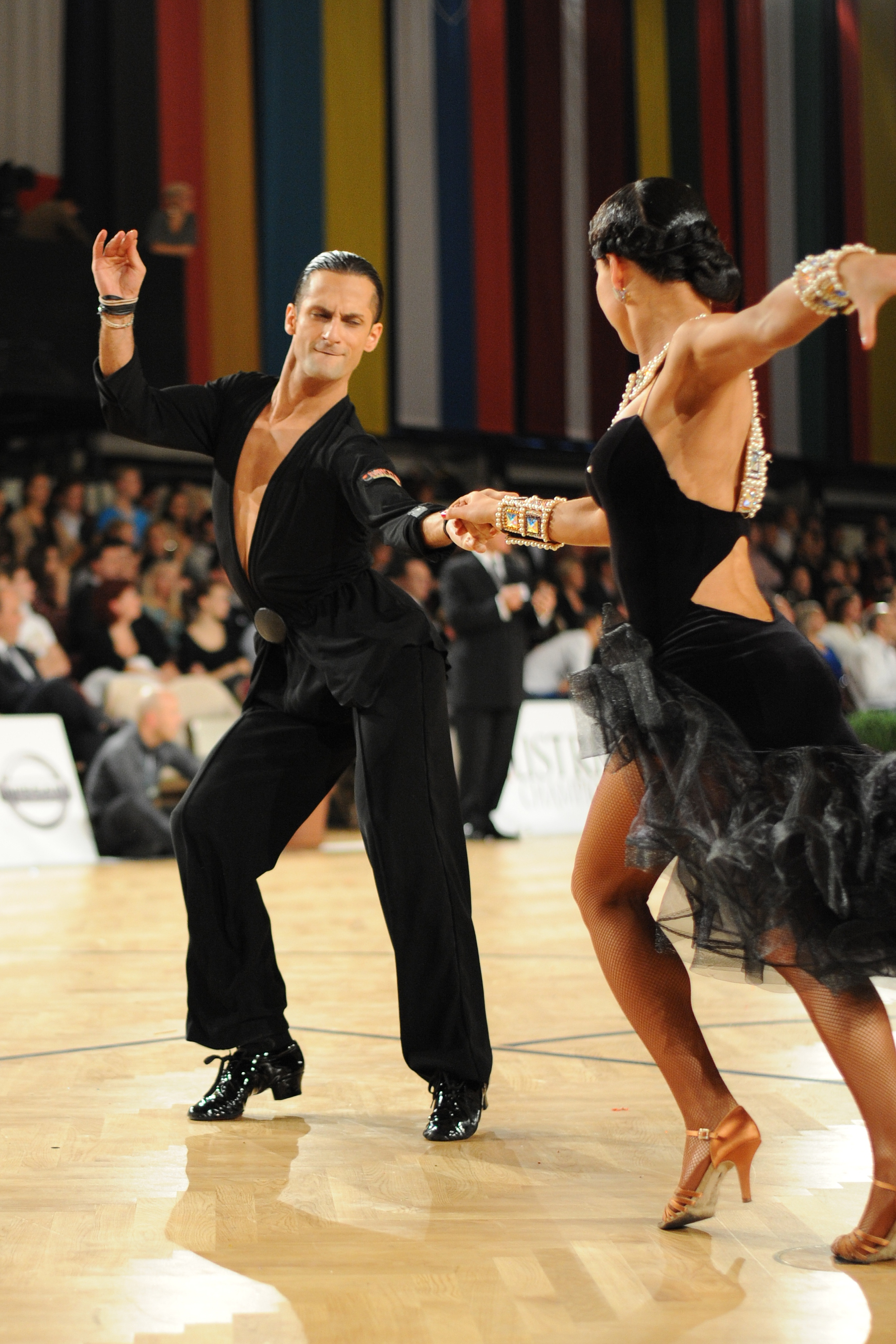
Una pareja durante el Campeonato Abierto de Austria en Viena de 2012. Campeonato Mundial de Baile Deportivo de WDSF estilo Latin. 16-18 de noviembre de 2012.

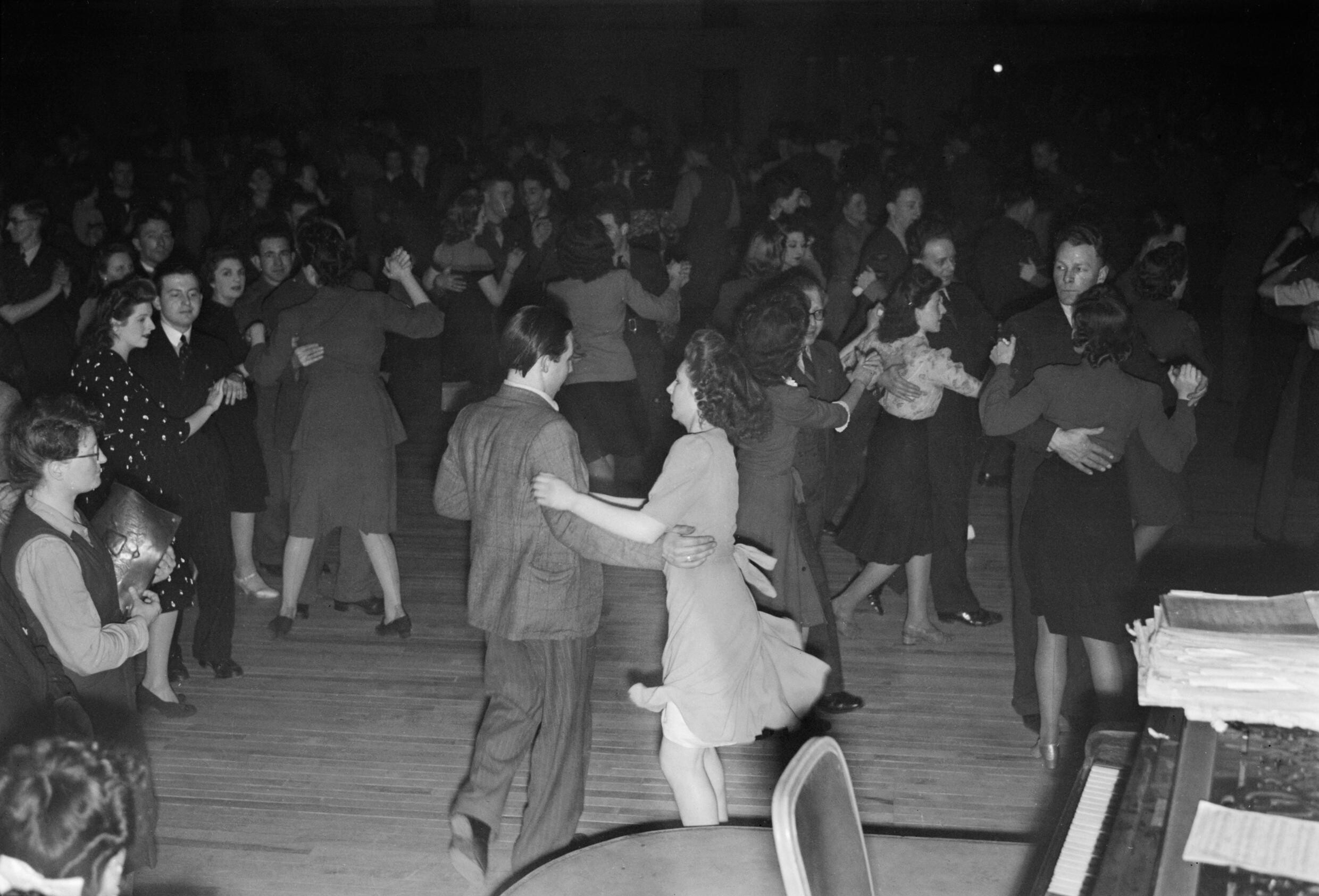
Bailando jive (o Jiving) en un salón de baile británico, 1945.

En el baile latino, el jive es un estilo de baile que se originó en los Estados Unidos a partir de afroamericanos a principios de la década de 1930. Fue popularizado en 1934 por Cab Calloway. Es una variación viva y desinhibida del jitterbug, una forma de baile swing. Glenn Miller presentó su propio baile jive en 1938 con la canción «Doin' the Jive» que nunca llegó a entenderse.
Jive es un nombre reconocido internacionalmente por todos sus bailes antecedentes, y en realidad una combinación de todos ellos: de la década de 1930 años - Lindy ḫop, Blues, Swing; de la década de 1940 Boogie-Woogie, Bebop y de la década de 1950 Rock and Roll. Estos bailes, que entonces eran populares en los EE. UU., fueron traídos por los soldados estadounidenses a Europa, más precisamente a Inglaterra durante la Segunda Guerra Mundial. Estos bailes rápidamente se hicieron famosos, pues su música es tal que emociona e invita a bailar, tanto a pequeños como a mayores. Después de la guerra, el Boogie tomó la primacía en la música.
En el baile de salón competitivo, el jive suele agruparse con los bailes latinos, aunque sus raíces se basan en el swing. y no baile latino.

## Visión general
El jive es una de las cinco bailes latinos del baile de salón competitivo internacional. Los otros son samba, chachachá, rumba y pasodoble. En la competición el jive se baila a una velocidad de 176 pulsaciones por minuto, aunque en algunos casos esto se reduce a entre 128 y 160 pulsaciones por minuto.
Muchos de sus patrones básicos son similares a los del East Coast Swing con la gran diferencia de ritmo altamente sincopado de los triple pasos (Chassé), que usan octavos consecutivos en ECS y hard swing en jive. Para los intérpretes de música swing en las décadas de 1930 y 1940, «jive» era una expresión que denotaba palabras simplistas o tontas.
Los soldados estadounidenses trajeron el lindy hop y el jitterbug a Europa alrededor de 1940, donde esta danza encontró rápidamente seguidores entre los jóvenes. En los Estados Unidos, el término swing se convirtió en la palabra más común utilizada para describir el baile, y el término «jive» fue adoptado en el Reino Unido. Las variaciones en la técnica llevaron a estilos como boogie-woogie y swing boogie, con «jive» gradualmente emergiendo como el término genérico en el Reino Unido.
Después de la guerra, el boogie se convirtió en la forma dominante de la música popular. Sin embargo, nunca estuvo lejos de la crítica como una danza extranjera y vulgar. El famoso gurú de baile de salón, Alex Moore, dijo que «nunca había visto nada más feo». En 1968 fue adoptado como el quinto baile latino en competiciones internacionales. La forma moderna de baile de salón en la década de 1990 al presente, es una danza muy feliz y rápida, la elevación de las rodillas y la flexión o el balanceo de las caderas a menudo se produce.

### Jive moderno
El jive moderno se desarrolló en Reino Unido durante la década de 1980 en tres clubes de Londres: Ceroc, Le Roc y Cosmopolitan Jive. El estilo se basaba en un tipo de Jive que evolucionó en Francia después de la Segunda Guerra Mundial cuando bailes americanos como el jitterbug eran populares debido a la presencia del ejército estadounidense.
El jive moderno no se creó en Francia, pero su origen debe algo a la versión francesa de Le Bop. La danza conocida comúnmente como Modern Jive es diferente a Le Bop, una danza de un ritmo muy alto. Michel Ange Lau tuvo un papel importante en el cambio de Le Bop a Modern Jive en un club llamado Centro Charles Peguy y le llamó LeRoc (El Rock en francés). Dos británicos, James Cronin y Christine Keeble, vieron el Le Bop en Francia y quisieron aprender la danza cuando regresaron a Londres. Estaban entre los alumnos de Lau. El estilo de música que se tocaba en las discotecas estaba cambiando, y bailes de alto ritmo como el Rock and Roll y Le Bop estaban perdiendo popularidad.
El cambio de música provocó el nacimiento del jive moderno; en 1980 Lau y los bailarines de Le Bop cambiaron el tiempo de Le Bop, provocando una revolución en la danza. Este cambio en el tiempo no sólo permitió a Lau y a sus alumnos bailar con una variedad de música mucho mayor, sino también crear movimientos más complejos.  En la actualidad casi no queda nada del LeRoc en Francia.

## Características y técnica
Este baile es frenético, con saltos y acrobacias, improvisado y libre. Utiliza los pasos del jerry bug y del jitter-bug, y que entra, como baile deportivo, en la modalidad de bailes latinos.
Se baila saltando sobre una pierna y otra con pronunciados movimientos de cadera, y resurge en Inglaterra tras el éxito obtenido por Joe Jackson (1981) con la recreación del clásico de Cab Calloway "The jumpin' jive".
Son características las figuras abiertas, varias patadas y giros. La característica principal es el balanceo fácil y suelto de las caderas en dos y cuatro.
A diferencia de la Rumba y el Chachachá, las acciones de cadera del Merengue se bailan de forma que la cadera permanece sobre la pierna de apoyo y sólo cambia al otro lado tras el cambio de peso. Los pasos en el jive se colocan sobre el balón y el borde interior de los pies. El Jive se baila en la postura de danza abierta, con el caballero agarrando la mano derecha de la dama con su mano izquierda. Existe una estrecha relación entre el Boogie-Woogie y el Rock 'n' Roll.

## Ritmo y música
La danza tiene un distintivo ritmo de 4 / 4 con énfasis en el 2.º y 4.º tiempo. El tempo es muy rápido y suele rondar los 44 tiempos por minuto, pero las escuelas de baile también bajan a 32 tiempos.
Aunque la música tiene un ritmo alternativo, para mostrar más claramente y exagerar el ritmo, se baila de forma casi punteada. En el paso de Chassé, el tiempo (contado en semicorcheas) es en 1, 4, 5. Las cuentas pares (en negras) se acentúan con el balanceo de las caderas ("swinging through the knees").

## Influencia en otros ámbitos
- El baile jve aparece como cita en la canción Dancing Queen de la banda sueca ABBA.
- El baile Jive es citado en la canción  Rock the Casbah de la banda británica The Clash